# Limilnganska språk
De limilnganska språken utgör en liten språkfamilj av australiska språk som talas i norra Australien.
Språkfamiljen innehåller bara två språk: limilngan och wulna som numera kan vara utdöda.